# Сага о Форсајтима
Сага о Форсајтима, први пут објављена под тим насловом 1922. године, је серија од три романа и два интерлудијума коју је између 1906. и 1921. објавио енглески писац Џон Голсворди, добитник Нобелове награде за књижевност 1932. године. Романи бележе животе чланова велике енглеске породице више средње класе која је слична Голсвордијевој.  Само неколико генерација удаљених од својих предака фармера, њени чланови су веома свесни свог статуса „новог новца“. Главни лик, адвокат и колекционар Сомс Форсајт, види себе као „поседника“ захваљујући способности да акумулира материјалну имовину, али то не успева да му обезбеди задовољство.
Одвојени делови саге, као и прича у целини, адаптирани су за филм и телевизију. Прву књигу, Поседник, Холивуд је 1949. адаптирао као That Forsyte Woman, у којој су глумили Ерол Флин, Грир Гарсон, Волтер Пиџон и Роберт Јанг. Године 1967. Би-Би-Си је произвео популарну серију од 26 делова која је драматизовала Сагу о Форсајтима и следећу трилогију о Форсајтима, Модерну комедију. Године 2002. Телевизија Гранада је произвела две серије за ИТВ мрежу: Сага о Форсајтима и Сага о Форсајтима: За издавање. Обе су се приказивале у САД као део Masterpiece Theatre-а. Године 2003, Сага о Форсајтима била је наведена као #123 у ББС-јевој анкети о најомиљенијем роману у Великој Британији. 
Након Саге о Форсајтима, Голсворди је написао још две трилогије и још неколико интерлудијума заснованих на овој породици. Добијени серијал носи заједнички назив The Forsyte Chronicles.

## Књиге

### Поседник(1906) - први роман
У овом првом роману Саге о Форсајтима, након што нас је упознао са импресивним низом Форсајта на челу са страшном тетком Ен, Голсворти улази у главну радњу саге тако што детаљно описује жељу Сомса Форсајта да поседује ствари, укључујући његову прелепу жену, Ирену Форсај (рођену Херон). Он је љубоморан на њена пријатељства и жели да она буде само његова. Он смишља план да је пресели у кућу коју гради у Робин Хилу, далеко од свих које она познаје и до којих јој је стало. Она се опире његовим намерама и заљубљује се у архитекту Филипа Бозинија, кога је Сомс ангажовао да изгради кућу. Бозини јој узвраћа љубав, иако је вереник њене младе пријатељице Џун Форсајт, ћерке Сомсовог отуђеног рођака „Младог“ Џолиона. Нема срећног краја: Ирена напушта Сомса након што он тврди да има крајње право на своју имовину силујући је, а Бозини умире под точковима аутобуса након што је избезумљен због вести о силовању.

### „Михољско лето једног Форсајта“ (1918)
У кратком интерлудијуму након Поседника Галсворди се удубљује у новостечено пријатељство између Ирене и старог Џолиона Форсајта (Џунин деда, сада власник куће коју је Соамс изградио). Ова везаност Старом Џолиону пружа задовољство, али исцрпљује његову снагу. Он оставља Ирени новац у свом тестаменту, са Младим Џолионом, његовим сином, као повереником. На крају Стари Џолион умире испод древног храста у башти куће на Робин Хилу.

### У конзисторији(1920) - други роман
Брачна неслога и Сомса и његове сестре Винифред тема је другог романа (наслов се односи на конзисторијски суд, који се бавио домаћим питањима). Они предузимају кораке да се разведу од својих супружника, Ирене и Монтегју Дартија. Међутим, док Сомс говори својој сестри да се носи са последицама одласка на суд, он не жели да се разведе. Уместо тога, он вреба и лови Ирену, прати је у иностранству и тражи од ње да роди његово дете, што је била жеља његовог оца.
Ирена наслеђује 15.000 фунти након смрти старог Џолиона. Његов син, Млади Џолион Форсајт, такође Сомсов рођак, управља Ирениним финансијама. Када први пут напусти Сомса, Млади Џолион нуди јој подршку. Док његов син Џоли умире у Јужноафричком рату, Ирена је развила снажно пријатељство са Џолионом. Затим се Сомс супротставља младом Џолиону и Иреном на Робин Хилу, лажно их оптужујући да имају аферу. Млади Џолион и Ирена тврде да су имали аферу јер је Сомс то већ имао на уму. Ова изјава даје Сомсу доказе који су му потребни за бракоразводни поступак. Та конфронтација изазива коначно повезивање између младог Џолиона и Ирене, што доводи до њиховог брака када развод буде коначан и рођења сина Џолиона „Џона“ Форсајта. Сомс се жени са Анет, младом ћерком власника француског ресторана у Сохоу. Са новом женом добија своје једино дете, ћерку по имену Флер Форсајт.

### "Буђење" (1920)
Тема другог интерлудијума је наиван и бујан начин живота осмогодишњег Џона Форсајта. Воли родитеље и они воле њега. Има идиличну младост, а свака му жеља је удовољена.

### За издавање(1921) - трећи роман
Овај роман завршава сагу о Форсајтима. Други рођаци Флер и Џон Форсајт упознају се и заљубљују, не знајући за проблеме из прошлости, индискреције и недела својих родитеља. Када Сомс, Џолион и Ирена открију њихову романсу, забрањују својој деци да се поново виђају. Ирена и Џолион се такође плаше да је Флер превише налик на свог оца, и када буде имала Џона у рукама, пожелеће да га у потпуности поседује. Упркос осећањима према Џону, Флер има веома прикладног удварача, Мајкла Монта, наследника баронета, који се заљубио у њу. Ако се венчају, Флер би уздигла статус своје породице од nouveau riche до аристократске више класе. Наслов потиче из Сомсовог размишљања док разбија кућу у којој је његов ујак Тимоти, недавно преминуо 1920. године у 101. години и последњи из старије генерације Форсајта, живео усамљенички, чувајући свој живот као имовину.
Знајући да ће ускоро умрети од слабог срца, Џолион пише писмо Џону, детаљно описује догађаје из Ирениног брака са Сомсом, укључујући њену љубавну везу са Филипом Бозинијем и Сомсово силовање и упозорава га да би Ирена била сама ако се он ожени са Флер. Али док Џон чита писмо, Џолион изненада умире од срчаног удара, а Џон остаје растрган између прошлости и садашње љубави према Флер. Он на крају одбацује Флер, сломивши своје срце, као и њено, и одлази у Канаду. Флер се удаје за Мајкла Монта, иако зна да га не воли. Њеним браком, Сомс је одвојен од једине особе коју је истински волео. Ирена такође одлази у Канаду, продајући кућу у Робин Хилу. Сомс и Ирена накратко размењују погледе на даљину и између њих се склапа нека врста мира, али Сомс остаје да размишља о свему што заправо никада није имао, али је покушао да поседује.

## Адаптације

### Двадесети век

#### Неми филмови
У ери немог филма, књига је адаптирана за филм 1920. и 1922. године.

#### Филм из 1949.
Адаптација из 1949. године, названа That Forsyte Woman у Сједињеним Државама, имала је Ерола Флина као Сомса, Грир Гарсон као Ирену, Волтера Пиџона као Младог Џолиона и Роберта Јанга као Филипа Бозинија.

#### Серијал из 1967.
У телевизијској адаптацији Би-Би-Си-а Саге о Форсајтима и њеном наставку - трилогији Модерна комедија играли су Ерик Портер као Сомс, Џозеф О’Конор као Олд Џолион, Сузан Хемпшир као Флер, Кенет Мор као Млади Џолион и Најри Даун Портер као Ирена. Приказана је у Сједињеним Државама на јавној телевизији и емитована широм света, и постала је први британски телевизијски програм који је продат Совјетском Савезу. 

### Двадесет први век

#### Сага о Форсајтима(2002)
Године 2002, прве две књиге и први интерлудијум је адаптирала Гранада Телевизија за ИТВ мрежу, иако је, као и продукција из 1967, мини-серија узела много слободе са Голсвордијевим оригиналним делом. 

#### Сага о Форсајтима: За издавање(серија из 2003.)
Одмах након успеха адаптације из 2002, друга серија је објављена 2003. Приказује последњу књигу саге За издавање. Велики део глумачке екипе је наставио са својим улогама, али већина прве генерације Форсајтова је умрла у претходној серији. Враћају се главни ликови које су играли Дејмијан Луис, Ђина МекКи, Руперт Грејвс и Аманда Рут. Такође је објављен на ДВД-у.

## Теме
Дужност против жеље: Млади Џолион је био миљеник породице све док није напустио жену због гувернанте своје ћерке. Он избегава свој статус у друштву и у клану Форсајт да би следио своје срце. Сомс, иако се чини да је поларна супротност Џолиону, има исте склоности да ради оно што жели. На пример, уместо да нађе жену која је богата, он се жени Иреном, а затим Анетом, које немају ни новац ни статус. Када води Ирену на представу о удатој жени и њеном љубавнику, иронично саосећа са љубавником, а не мужем. Међутим, већина његових одлука је на страни дужности.
Генерације и промене: Многе генерације клана Форсајт подсећају све на оно што се догодило током година. Међутим, како стари чланови почињу да умиру, људи су у стању да се мењају. На пример, после неколико генерација, чињеница да су они скоројевићи није толико битна. То је такође случај са Сомсовим и Иреновим брачним проблемима. Једном када остаре и њихова деца могу да превазиђу прошлост својих родитеља, Сомс коначно може да се ослободи прошлости. Још једна промена са генерацијама је смањен број потомака Форсајт. Многи из друге генерације имају мање деце.
Голсвордијев наставак Саге о Форсајтима дошао је у Модерној комедији, написаној од 1924. до 1928. године. Ово обухвата три романа и два интерлудијума. Главни ликови су Сомс и Флер, а друга сага се завршава Сомсовом смрћу 1926. Ово је такође тачка достигнута на крају телевизијске серије из 1967. године.
Голсворди је написао још једну трилогију, Крај поглавља, која се углавном бави младом рођаком Мајкла Монта, Дини Черел.
Три трилогије су поново објављене под заједничким насловом The Forsyte Chronicles.
Године 1930. Голсворди је објавио On Forsyte 'Change, која се углавном бави старијим Форсајтима пре догађаја описаних у Поседнику. 
Године 1994. Сулејка Досон је објавила наставак Форсајта под називом Форсајтови: Сага се наставља у коме је Сомсова ћерка, Флер, Лејди Монт, главни лик. Она је била послушна супруга и мајка и одавно је заборавила своју љубав према Џону Форсајту, али када трагедија врати Џона у Енглеску, Флер је одлучна да поврати прошлост и љубав свог живота. 

## Награде
Сага о Форсајтима донела је Џону Голсвордију Нобелову награду за књижевност 1932.